# Florică Secară
Florică Secară este un fost senator român în legislatura 1992-1996 ales în județul Galați pe listele partidului FDSN. În iulie 1993, Florică Secară a trecut la PDSR.

## Legături externe
- Florică Secară Arhivat în 22 august 2016, la Wayback Machine. la cdep.ro